# Neustadt-Glewe
Neustadt-Glewe – miasto w Niemczech, w kraju związkowym Meklemburgia-Pomorze Przednie, w powiecie Ludwigslust-Parchim, siedziba Związku Gmin Neustadt-Glewe.

## Współpraca
Miejscowość partnerska:
- Oststeinbek, Szlezwik-Holsztyn